# كاساندرا باتس
كاساندرا باتس (بالإنجليزية: Cassandra Butts)‏ هي محامية أمريكية، ولدت في 10 أغسطس 1965 في نيويورك في الولايات المتحدة، وتوفيت في 26 مايو 2016 في واشنطن العاصمة في الولايات المتحدة.